# Brulotto

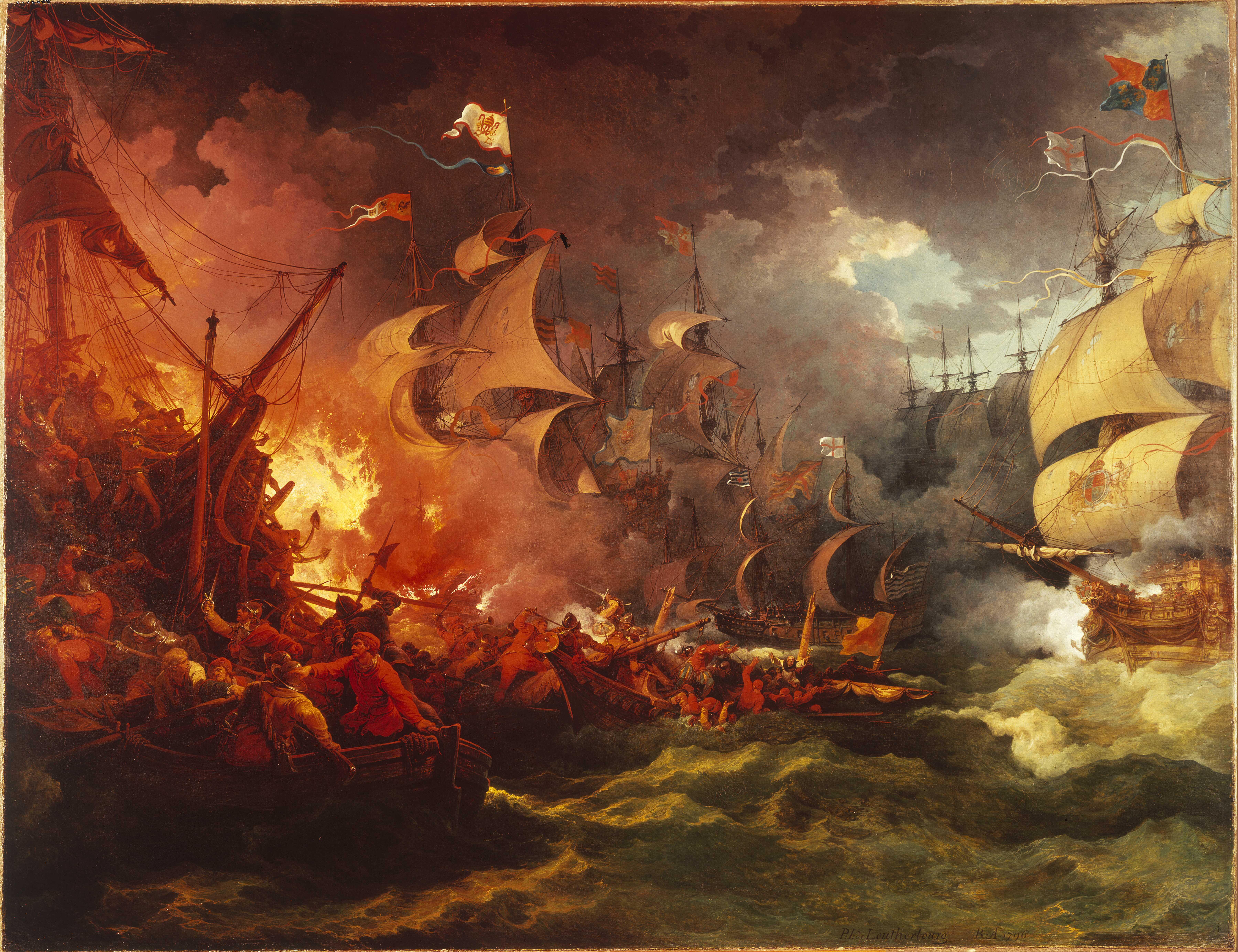
Brulotto

Il brulotto, o nave incendiaria, è un natante, spesso di piccole dimensioni, caricato con esplosivo o materiali infiammabili, destinato ad essere usato come arma, dirigendolo sulla flotta nemica allo scopo di incendiarne o farne esplodere le navi. 
Si trattava quasi sempre di un vecchio bastimento, di piccola taglia, che in passato era stata imbarcazione da guerra o da commercio, e che veniva trasformato e adattato allo scopo.
Il suo uso è conosciuto fin dall'antichità.

## Metodo di approccio e attacco
Per approcciare i galeoni nemici le navi incendiarie venivano rimorchiate da una nave alleata (o si dirigevano verso il bersaglio con mezzi propri) per andare ad aggrappare la nave nemica con uncini di ferro. Una volta che l’equipaggio dava fuoco al carico infiammabile veniva salvato dalle altre imbarcazioni alleate.
Dato ciò, i metodi di protezione contro le navi incendiarie erano i seguenti: si coprivano i ponti e i fianchi delle navi con tele inzuppate d’acqua e dai vari sportelli si sporgevano grosse aste.

## Esempi storici

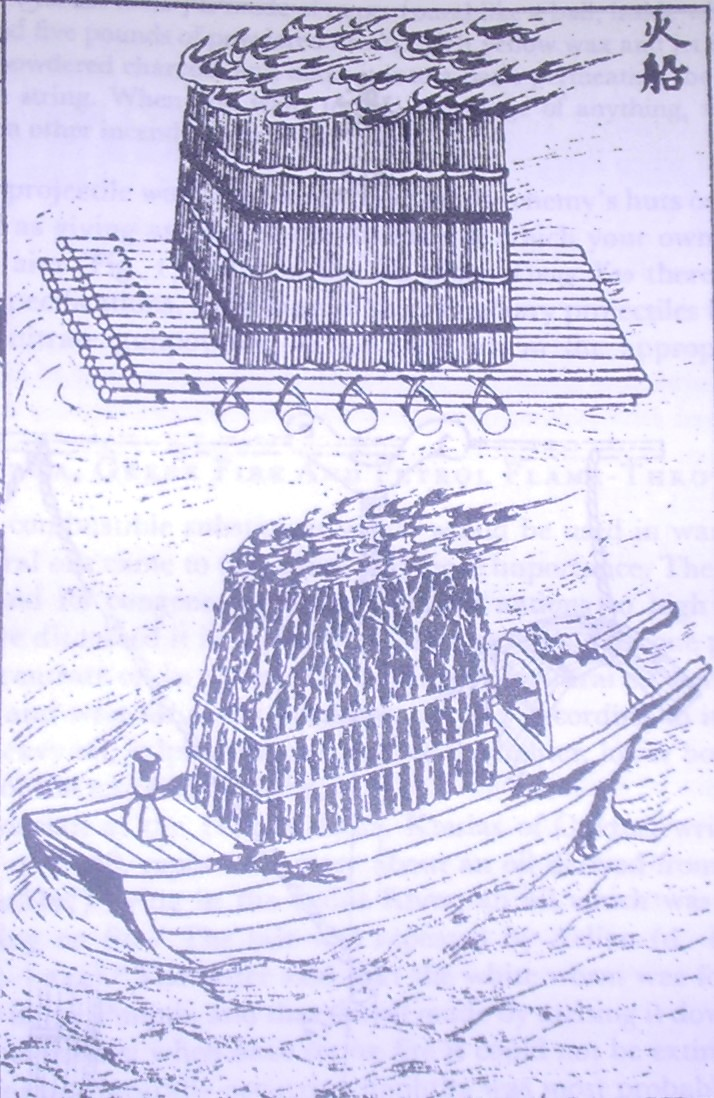
Brulotti cinesi, nel Wujing Zongyao, 1044.

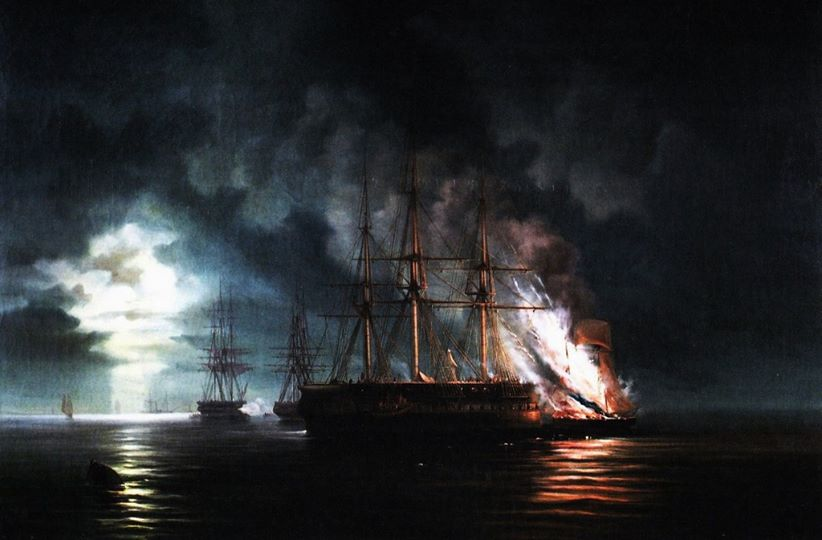
Dipinto Lorenzo Butti (1805-1860). Fregata "Venere" attaccata da un brulotto veneto all'11 luglio 1849 - durante l'assedio alla Repubblica di Venezia da parte degli austriaci; olio su tela, 71 x 115 cm. Civico Museo Revoltella, Trieste

### Antichità
Guerra del Peloponneso: nel 415-413 a.C., Tucidide riferisce che, durante la spedizione ateniese in Sicilia, i siracusani avevano catturato 18 triremi agli Ateniesi e, per distruggere il resto della flotta, inviarono contro di essa un vecchio bastimento da trasporto riempito di sarmenti e di legno di pino infiammato. Gli ateniesi riuscirono però a spegnere le fiamme..

### Battaglia di Capo Bon
Durante la Battaglia di Capo Bon i Vandali distrussero la flotta romana inviandole contro alcune barche in fiamme.

### Nel Wujing Zongyao
Dei brulotti cinesi compaiono nel Wujing Zongyao.

### La sconfitta dell'Invincibile Armada
Come riporta William Camden, storico ufficiale della corte elisabettiana, negli Rerum anglicarum et hibernicarum Annales, quest'arma fu usata nella notte del 27 luglio 1588 dalla flotta inglese contro l'Invincible Armada. Durante la notte l'ammiraglio inglese Francis Drake fece approntare otto brulotti che inviò nel mezzo alla flotta spagnola. Il vero effetto di questa tattica non fu l'effettivo danneggiamento della flotta nemica, ma la sua dispersione nel mare e la diffusione del panico fra gli equipaggi.
In seguito le più agili navi inglesi ebbero ragione delle enormi navi spagnole ormai sparpagliate e isolate.

### Risorgimento
Si possono reperire avvistamenti su questa tipologia di navi in Veneto durante il risorgimento nell'11 luglio del 1849, come riportato sul dipinto su tela di Lorenzo Butti.
Il brulotto perderà infine popolarità quando il materiale da costruzione delle navi passò dal legno al metallo.